# Mehmet Ekici
Mehmet Ekici (München, 1990. március 25. –) német születésű török válogatott labdarúgó, aki jelenleg a Trabzonspor játékosa.

## Sikerei, díjai

### Klub
- Bayern München:
  - Bundesliga: 2009–10
  - Német kupa: 2009–10

### Válogatott
- Németország U17
  - U17-es labdarúgó-világbajnokság bronzérmes: 2007